# Es kommt der Tag
Es kommt der Tag ist ein deutscher Spielfilm aus dem Jahr 2009. Er thematisiert den RAF-Terrorismus anhand eines gegenwärtigen Konfliktes einer wegen damaliger terroristischer Betätigung gesuchten Mutter und ihrer Tochter, die diese weggab, als sie in den Untergrund ging.

## Handlung
Alice, eine ungefähr dreißigjährige Journalistin, reist zusammen mit ihrem Freund Mo im Auto nach Frankreich. Auf einem Autobahnparkplatz lässt sie ihn überraschend zurück und fährt alleine weiter. Am Abend inszeniert Alice einen Autounfall und bittet unter falschem Namen um Unterkunft in einem kleinen Weingut mit Pension. Die Besitzer sind von ihrer Ankunft nicht begeistert, denn sie wollten mit dem Gästebetrieb aufhören. In Wahrheit ist sie die Tochter der Weingutbesitzerin Judith. Alice wurde, als sie zwei Jahre alt war, von Judith zur Adoption freigegeben, da sie sich an linksradikalen Straftaten beteiligte und in den Untergrund ging. Mittlerweile hat sich Judith ein bürgerliches Leben im Elsass aufgebaut. Sie hat einen Franzosen geheiratet und zwei Kinder bekommen, einen Jungen und ein Mädchen, die schon im jugendlichen Alter sind. Sie engagiert sich in einer Bürgerinitiative gegen Gen-Mais und wurde vor kurzem in diesem Zusammenhang fotografiert. Ebendieses Foto hatte Alice in ihrer deutschen Zeitungsredaktion in die Hände bekommen und erkannte ihre Mutter darauf, deren Bild sie von alten Fahndungsplakaten kannte.
Judith erkennt ihre Tochter erst im Lauf der nächsten Tage, und die Spannungen zwischen Alice und Judith entladen sich im lauten Streit. Alice stellt die Ideale von Judith in Frage und wirft dieser vor, dass sie eine Kriminelle sei. Die Kinder von Judith erfahren damit auch bald, wer der Gast wirklich ist. Bei ihrem Halbbruder erfährt Alice Rückhalt und etwas Familienleben. Der Konflikt zwischen Mutter und Tochter ist jedoch noch nicht beendet. Ihr Bruder entdeckt zufällig die Fahndungsfotos seiner Mutter, die Alice mitgebracht hat. Dadurch erfährt die ganze Familie die wahre Geschichte von Judith. Zur Beschaffung von Geldmitteln für die linksradikale Organisation hatte sich Judith an einem Banküberfall beteiligt und dabei einen Mann erschossen. Selbst Judiths Ehemann zeigt sich nun erschüttert; er meinte zuvor alles über Judiths Vergangenheit gewusst zu haben.
Alice fährt zusammen mit ihrer Mutter, die das Auto zuvor repariert hatte, nach Deutschland zurück. Judith fügt sich damit dem Willen der Tochter, dass sie sich der deutschen Polizei stellen möge. Doch kurz vor der Grenze geht es Judith so schlecht, dass Alice den Wagen anhält. Sie vergibt ihrer Mutter und lässt sie an einer Grenzbrücke zurück.

## Hintergrund
Es kommt der Tag entstand im Rahmen der SWR-Reihe Debüt im Dritten. Gefördert wurde der Film von der Medien- und Filmgesellschaft Baden-Württemberg, der Filmstiftung Nordrhein-Westfalen und von den französischen Stellen Region Elsass und Stadtverband Straßburg. Die Dreharbeiten fanden im April und Mai 2008 in Baden-Württemberg und im Elsass statt. Die Schlussszene spielt an der Staustufe Iffezheim.

## Kritik
„Der Film wird in seiner vorhersehbaren Dramaturgie den politischen Dimensionen des Themas zwar nicht gerecht, ist aber dank überzeugender Darstellerinnen dennoch ein spannendes Porträt eines schwelenden Generationenkonflikts.“

## Auszeichnungen
Susanne Schneiders Buch gewann 2008 den Thomas Strittmatter Drehbuchpreis. Der Film war beim Fernsehfilm-Festival Baden-Baden 2009 für den Regie-Nachwuchspreis MFG-Star nominiert. Für ihre Rolle als Tochter erhielt Katharina Schüttler 2009 den Bayerischen Filmpreis in der Kategorie Beste Nachwuchsdarstellerin. Es kommt der Tag erhielt eine Nominierung für den Adolf-Grimme-Preis 2011.